# Aeródromo de Pozuelos de Calatrava

i8
i11
i13
Aeródromo de Pozuelos de Calatrava ist ein Flugplatz im Gemeindegebiet von Los Pozuelos de Calatrava in der spanischen Provinz Ciudad Real in der Autonomen Gemeinschaft Kastilien-La Mancha.
Der privat betrieben Flugplatz liegt rund zwei Kilometer nordwestlich der Stadt Los Pozuelos de Calatrava und ist für die zivile Luftfahrt unter VFR-Bedingungen für Leichtflugzeuge zugelassen. Eigentümer und Betreiber ist Avelino Antolin Toledano.